# Hrvatski ranosrednjovekovni period
Hrvatski ranosrednjovekovni period je istorijska epoha duga pet vekova, u kojoj je stvaran hrvatski društveno-politički prostor. Stvaranje tog prostora karakterisala su dva važna procesa: doseljavanje Slovena u rimske provincije Panoniju i Dalmaciju krajem 6. i tokom 7. veka i dolazak ugarske dinastije Arpadovića na hrvatski presto 1102. godine, kada se ovaj preiod i završava.

## Istorija
Hrvati su, dalmatinsko priobalje i njenu unutrašnjost, kao deo današnje Hrvatske, naselili na početku ranog srednjeg veka, kao jedna od mnogobrojnih slovenskih zajednica. Prvi pisani spomen hrvatskog imena (лат. dux Chroatorum) potiče iz Trpimirove darovnice sastavljene 852. godine.

### Period od 5. do 8. veka
Kako ne postoje, ni materijalni ostaci ni pisani izvori koji bi mogli de pruže pouzdan uvid o uslovima u kojima su se nalazili i živeli Hrvati u 7. i 8. veku u naučnim krugovima Hrvatske nastale su brojne teorije o seobi i doseljavanju Hrvata. Važni podaci po prvi pu se nalaze se u delu „O upravljanju carstvom“ (лат. De administrando imperio) vizantijskog cara Konstantina VII. Porfirogeneta (913.–959.) nastalom sredinom 10. veka prema kome su 
Hrvati po dolasku nekoliko godina ratovali protiv Avara, i kada su ih potom pobedili, a car Heraklije naredio (ili odobrio) da se Hrvati nasele u toj zemlji Avara, u kojoj i danas stanuju.

### Period od 9. do 11. veka
Postojanje hrvatskog ranog srednjeg veka prepoznatljivo je istoričarima tek od sredine 9. veka, kada je u tom periodu zaživeolo oblikovanje prvog hrvatskog kulturnog okruženja, nastalog na:
- nasleđu antičke civilizacije,
- tradicija autohtonog romanskog stanovništva i
- kulturološkim elemenatim i društvenim sadržajima koje su novopridošli Sloveni odnosno Hrvati kao poseban deo te zajenice, doneli iz svoje prapostojbine.[2]

Deveti vek je periodu kome je došlo do ujedinjenja plemena i rodova u jedan entitet. Tim je stvorena ne samo nova društvena elita već i jaka državna organizacija koja je vremenom izrastala u hijerarhiju na čelu s knezom. Danas sačuvani izvori Kneževinu opisuju kao vladarevu ličnu vladavinu nad narodom (лат. dux Croatorum ili dux Sclavorum), a vladarske titule koje se spominju su лат. comes, dux i princeps. Uz vladara i vladarsku kuću blisko su vezani župani koji su bili na čelu svojih županija i ban koji vlada Krbavom, Likom i Gackom.

#### Hrvatska na udaru dve velike sile
Ranosrednjovekovnu Hrvatsku počev od 9. veka karakteriše sučeljavanje dve velikih sila: moćnog Franačkog Carstva na zapadu i oslabljenog Vizantijskog Carstva na istoku. I nakon što su Franci do 803. godine svladali hrvatsku kneževinu, dotle su dalmatinski gradovi i dalje ostali pod vlašću Vizantije. Vizantijsko-franački sukob završili su se 812. godine mirom u Ahenu prema kome je Francima pripala Istra i Hrvatska, a Viznatiji Venecija i dalmatinski gradovi. Ovim raskolom nastala je razdvojenost priobalja i zaleđa, koja se ogledala i u kasnijim periodima hrvatskog ranog srednjeg veka.
Nakon što je primorska Hrvatska od 828. godine bila podređena kralju Italije. Tokom vladavine kneza Mislava (835—845), Primorska Hrvatska je postala pomorska sila i kao takva sukobila se sa Venecijom. Sukob na moru je okončan 839. godine, ali ne i sukobima na kopnu. 840. godine Mleci ponovo napadaju neretljansku mornaricu i u tom ratu biili su poraženi.
Iako su tokom prve polovine 9. veka franački i vizantijski uticaji bili konstantni i vrlo jaki, ipak oni neprestano opadaju i slabe zbog podela i unutarašnjih borbi u Franačkom Carstvu i Vizantiji. U takvim prilikama Hrvatska Kneževina uspostavlja vlastitu spoljnu politiku, a n jeni vladari sve više ističu nezavisnost, koja je konačno potvrđena papinskim autoritetom.
Sredinom 9. veka sledili su novi sukobi, kada je na primorsku Hrvatsku napad izvršio bugasrki knez Boris, u periodu od 840. do 860. s namerom da proširi svoje države do Jadranskog mora. Pod vođstvom kneza Trpimira (845—864), naslednika kneza Mislava, Primorska Hrvatska je uspešno odbila Borisa. Nakon oovog sukoba Trpimir je učvrstio svoju oblast, pa se po franačkom primeru okružio županima.
Dak se vodio ovaj rat sa Bugarima Saraceni (arapski gusari) zauzeli su 840. godine Tarent, a kasnije i Bari, i saovog prostora sve učestalija napadali istočni deo Jadrana. Ti napadi su primorali Vizantiju da pojača odbrambene snage na kopnu i moru, a da dalmatinskim gradovima i ostrvima 867. godine dopusti novo vojnopolitičko uređenje i osnivanje vojnoadministrativnog okruga pod imenom Dalmacija. Te godine Vizantija je uspela i da oslobodi i Dubrovnik nakon petnaestomesečne arapske opsade, ali ne i Bari.

Za vreme vladavine kneza Domagoja (864—876) u okviru snaga franačkog kralja Ludovika II, Franci su 871. godine uspeli da osvoje Bari. Učestvovanje kneza Domagoja na strani Franaka u oslobađanju Barija je uznemirilo Vizantiju, koja je još tokom odsustva hrvatskih snaga iz Dalmacije napala i opustošila Neretljane. Tokom tog perioda, Primorska Hrvatska je pojačala i organizovala svoje pomorske snage, što je dovelo do trajnog sukoba s Mletačkom republikom. Naime, prepadi i gusarski napadi na mletačke brodove su učestalo ometali plovidbu mletačkih brodova, što je opet vodilo učestalim sukobima i pregovorima s Mlecima, sve dok se nakon poraza kod Makarske nisu obavezali na plaćanje danka hrvatskom knezu za slobodnu plovidbu uz istočnu obalu Jadranskog mora.
„Danak mira" plaćali su i dalmatinski gradovi i ostrva, a Hrvatska se snažno razvijala u miru i dobrim susedskim odnosima. Tako je Split plaćao 200, Zadar 110, a Trogir, Osor, Rab i Cres po 100 zlatnika.

#### Osamostaljenje Hrvatske i proces pokrštavanja Hrvata
Knez Iljko (876—878), sin kneza Domagoja, postepeno je počeo da se oslobađa uticaja Franaka, koristeći unutrašnji sukob Karolinga s Italijom. Pod njegovim vođstvom, Hrvati su napali 876. godine Karlomanove gradove na zapadnoj istarskoj obali, odakle ih je mletačka mornarica proterala. Na kopnenom delu, na putu između Panonske Hrvatske u Dalmaciju, Hrvati su 876 i 877. godine napali snage donjopanonskog kneza Kocelja, franačkog vazala, i time se oslobodili franačke vrhovne vlasti.
Sam čin osamostaljenja Hrvata dogodio se u vreme kneza Branimira, a nastavio da jača u vreme njegovih naslednika. Periodi vladavine kneza Mislava i kneza Branimira označeni su kao proces intenzivnog pokrštavanja stanovništva o čemu svedoče brojni pogrebni običaji iz tok istorijskog perioda, kao i procvat i oblikovanje predromaničke umetnosti. Proces pokrštavanja prati i širenje pismenosti, što je rezultovalo stvaranjem prvih pisanih spomenika na latinskom jeziku koji i danas predstavljaju vrednu epigrafičku baštinu.
Centar Hrvatske u 9. veku bio je u neposrednom zaleđu jadranske obale, između porečja Cetine, Krke i Zrmanje. Područje rasprostiranja obuhvatalo je prostor omeđen istočnom obalom Jadrana sa jedne strane i Panonskom nizijom sa druge strane i obuhvato je prostor:
- zapadne Hercegovine,
- zapadne i središnje Bosne,
- Like, Gacke i Krbave,
- primorskih krajeva – Vinodola i Labina.

Tek na kraju ranog srednjeg veka (kraj 11. i početak 12. veka) pod vlast hrvatskog vladara dolaze i gradovi vizantijske Dalmacije, a kontinentalni deo današnje Hrvatske (Slavonija) hrvatskim imenom označena je tek u razvijenom srednjem veku.
U 9. veku na opisanom prostoru Balkanskog poluostrva stvaraju se urbana jezgre kao središta trgovine i crkvene ili državne vlasti. Nin, Biograd, Skradin, Karin, Knin, Livno i Šibenik samo su neki od gradova hrvatskog političkog prostora i ključna mesta pomorskih i kopnenih komunikacija.
Na čelu hrvatske države je knez, a od polovine 10. veka kralj. Prvi vladar, prema pismu pape Ivana X., koga je papinska kancelarija nazivala kraljem, bio je Tomislav (910 — 928.). Iako nema dokaza da je Tomislav bio i formalno krunisan, Hrvatska se od njegove vladavine naziva kraljevinom (лат. regnum Croatorum). U to vreme u vlasti hrvatskog vladara nalazila se i Panonska Hrvatska na čijoj je severnoj granici izbio sukob sa novom vojnom silom u Evropi – Mađarima.
Kolika je bila vojna snaga hrvatske govori Tomislavova pobeda nad bugarskom vojskom koja je nakon osvajanja Srbije krenula u osvajanje Hrvatske.

#### Stagnacija u razvoju Hrvatske na početku 11. veka
Period od Tomislavove vladavine do vladavine Stjepana I. (1030 — 1058) smatra se periodom stagnacije hrvatskog društva, na šta ukazuje jako mali broj sačuvanih zapisa u kamenu.

#### Oporavak Hrvatske od sredine 11. veka
Prema nedovoljno sačuvcanim podacima oporavak Hrvatske države počeo je sredinom 11. veka u vreme vladavine Petra Krešimira IV. i Dmitra Zvonimira. U tom periodu hrvatsko društvo prolazi kroz napredak i preobražaj duhovnog života. Neprestano je uvećavana privatna imovina, rastao je broj stanovnika, a uočeni su i prvi znaci feudalizacije.
Privredni rast se ispoljio ponovnom intenzivnom gradnjom, očemu svedoče sve brojniji sačuvani zapisi o prodaji i darivanju zemlje. Čitav 11. vek smatra se i zlatnim dobom hrvatskog sveštenstva jer hrvatski vladari grade samostane ili im dodeljuju povlastice i zemlju. Crkveni posedi se sve više proširuju, stimulisano je se osnivanje samostana i održavanje crkvenih sabora, a osnovane su i nove biskupije a začet je i novi pravac u umetnosti – romanika.
Vladavine Petra Krešimira IV. (1058.–1075)
U doba vladavine Petra Krešimira IV. (1058.–1075) prostor Hrvatske i Dalmacije po prvi se smatra jedinstvenim jer se kraljevstvo proširilo na kopno i na more (лат. regnum Dalmatiae et Croatiae), pripajanjem Neretvanske kneževine. Sam kralj 1070. godine za svog savladara i naslednika imenovao je te godine slavonskog bana Zvonimira.
Vladavine Dmitra Zvonimira (1075 — 1089) i reforma jezika
Kralja Dmitra Zvonimira (1075 — 1089) za kralja Hrvatske i Dalmacije kruniso je 1075. godine u crkvi Svetog Petra i Mojsija u Solinu opat Gebizon, poslanik pape Grgura VII. U vreme tog poslednjeg snažnog vladara započela je afirmacija hrvatskog jezika. Epigrafička baština u Hrvatskoj je do kraja 11. veka većinom latinskog jezika, koji je zbog intenzivnog razvoja autohtone pismenosti, krajem 11. veka rezulzovao pojavom prvih spomenika na glagoljici (Valunska ploča, Krčki i Plominski natpis, Bašćanska ploča). Glagoljica je, kao izvorno slovensko pismo, najprisutnija na Kvarneru i u Istri, a tek se sporadično javljalo u Dalmaciji.

#### Dolazak Arpadovića na presto i kraj hrvatskog ranog srednjeg vek
Nakon Zvonimirove smrti i kratke vladavine Stjepana II. (1089 — 1091) počele su borbe za hrvatski presto. Arpadovići su polagali pravo na presto preko kraljice Jelene, supruge Dmitra Zvonimira. Ugarski kralj Koloman (1095.–1116) pokušao je 1102. godine osvojiti hrvatske krajeve, koje je uz prvobitni otpor saveza hrvatskog plemstva (savez dvanaest hrvatskih plemena) ipak uspeo pridobiti sporazumom o kome svedoči dokument Qualiter poznatiji kao Pacta Conventa (sačuvan u prepisu iz 14. veka). Prema tom dokumentu, savez hrvatskog plemstva, uz određene ustupke, na hrvatski presto prihvatio je Koloman koji se u Biogradu na Moru krunisa za kralja Hrvatske i Dalmacije. Time je Hrvatska ušla u dinastičku zajednicu sa Ugarskom. Dolaskom Arpadovića na hrvatski presto iistorijski gledano završio se i hrvatski rani srednji vek.

## Literatura
- Jelovina, D.: Starohrvatsko kulturno blago, Mladost, Zagreb, 1986.
- Rudolf Horvat, Povijest Hrvatske I. (od najstarijeg doba do g. 1657), Zagreb 1924.
- Nada Klaić, Izvori za hrvatsku povijest do 1526. godine, Zagreb 1972.
- Nada Klaić, Povijest Hrvata u ranom srednjem vijeku, Zagreb 1975.
- Ivan Mužić, (2007). Hrvatska povijest devetoga stoljeća. ISBN 978-953-263-034-3., (Povjesnice Hrvata 3), Split.
- Matijević Sokol, M., V. Sokol. Hrvatska i Nin u doba kneza Branimira. Zagreb, 2005.